# Apera
Apera és un gènere de plantes amb flors de la família de les poàcies, ordre de les poals, subclasse de les commelínides, classe de les liliòpsides, divisió dels magnoliofitins.

## Tanonomia
Aquest gènere compta amb 5 espècies acceptades]:
- Apera baytopiana Dogan
- Apera intermedia Hack.
- Apera interrupta (L.) P.Beauv. - àpera[2]
- Apera spica-venti (L.) P.Beauv.
- Apera triaristata Dogan